# Decima (motor de jogo)
Decima é um motor de jogo privativo desenvolvido pela Guerrilla Games e lançado em 15 de novembro de 2013, incluindo ferramentas e características como inteligência artificial e físicas de jogo. É compatível com resolução 4K e high dynamic range (HDR) e utilizado em jogos para o PlayStation 4, PlayStation 5 e Microsoft Windows.

## História
O primeiro jogo que utilizou o motor foi Killzone: Shadow Fall. Em junho de 2015, a Guerrilla Games anunciou que Horizon Zero Dawn estava utilizando o motor para seu desenvolvimento. Em agosto de 2015, foi anunciado que Until Dawn utilizaria o motor em combinação com físicas Havok. Em dezembro de 2015, Until Dawn: Rush of Blood utilizou o motor no PlayStation VR. Em junho de 2016, Hideo Kojima anunciou que, em preparações para o desenvolvimento do jogo da Kojima Productions Death Stranding, havia dois candidatos a motor de jogo, um deles tendo sido usado para criar o primeiro teaser revelado na Electronic Entertainment Expo de 2016. Depois de receber o prêmio de Industry Icon no The Game Awards 2016, Kojima lançou um trailer para o jogo com o logotipo do motor Decima. Na PlayStation Experience, Kojima anunciou que ele havia feito uma parceria com a Guerrilla Games, utilizando o motor para o desenvolvimento de Death Stranding.
De acordo com a produtora executiva Angie Smets, o Decima era originalmente conhecido simplesmente como "the engine" ("o motor") pelos funcionários da Guerrilla Games, já que inicialmente não haviam planos para oferecer publicamente essa tecnologia para desenvolvedores fora da empresa. Entretanto, a recente parceria com a Kojima Productions em 2016 significou que a Guerrilla repentinamente tinha que dar um nome ao motor por motivos de marketing; eles então escolheram o nome em homenagem a Dejima, a ilha japonesa onde um entreposto do Império Colonial Holandês foi criado no século XVII, e outrora simbolizou as fortes relações comerciais entre o Japão e a Holanda.
O próximo jogo em desenvolvimento pela Guerrilla Games, Horizon Forbidden West utilizará uma versão atualizada do motor. O lançamento do jogo está planejado para 2021 para PlayStation 4 e PlayStation 5.

## Características
Durante a PlayStation Experience em dezembro de 2016, foi revelado que o motor conta com inteligência artificial, físicas de jogo e ferramentas de lógica, incluindo recursos para criar mundos completos. Ele é compatível com resolução 4K e imagens em high dynamic range (HDR).

## Jogos
| Ano  | Título                          | Desenvolvedora(s)   | Plataforma(s)     |
| ---- | ------------------------------- | ------------------- | ----------------- |
| 2013 | Killzone: Shadow Fall           | Guerrilla Games     | PlayStation 4     |
| 2015 | Until Dawn                      | Supermassive Games  | PlayStation 4     |
| 2016 | Until Dawn: Rush of Blood       | Supermassive Games  | PlayStation 4     |
| 2016 | RIGS: Mechanized Combat League  | Guerrilla Cambridge | PlayStation 4     |
| 2017 | Horizon Zero Dawn               | Guerrilla Games     | PlayStation 4     |
| 2017 | Horizon Zero Dawn               | Guerrilla Games     | Microsoft Windows |
| 2019 | Death Stranding                 | Kojima Productions  | PlayStation 4     |
| 2019 | Death Stranding                 | Kojima Productions  | Microsoft Windows |
| 2021 | Horizon Forbidden West          | Guerrilla Games     | PlayStation 4     |
| 2021 | Horizon Forbidden West          | Guerrilla Games     | PlayStation 5     |
| 2025 | Death Stranding 2: On the Beach | Kojima Productions  | PlayStation 5     |